# (474047) 2016 GP242
(474047) 2016 GP242 es un asteroide perteneciente al cinturón de asteroides, descubierto el 9 de marzo de 2002 por el equipo del Spacewatch desde el Observatorio Nacional de Kitt Peak, Arizona, Estados Unidos.

## Designación y nombre
Designado provisionalmente como 2016 GP24.

## Características orbitales
2016 GP242 está situado a una distancia media del Sol de 2,283 ua, pudiendo alejarse hasta 2,673 ua y acercarse hasta 1,894 ua. Su excentricidad es 0,170 y la inclinación orbital 1,114 grados. Emplea 1260 días en completar una órbita alrededor del Sol.

## Características físicas
La magnitud absoluta de 2016 GP242 es 18,403.